# Suzuki Swift
Suzuki Swift (укр. Сузукі Свіфт) — компактні автомобілі класу суперміні, що виробляються компанією Suzuki з 1983 року.

## Suzuki Swift (Тип АА) (1983—1989)

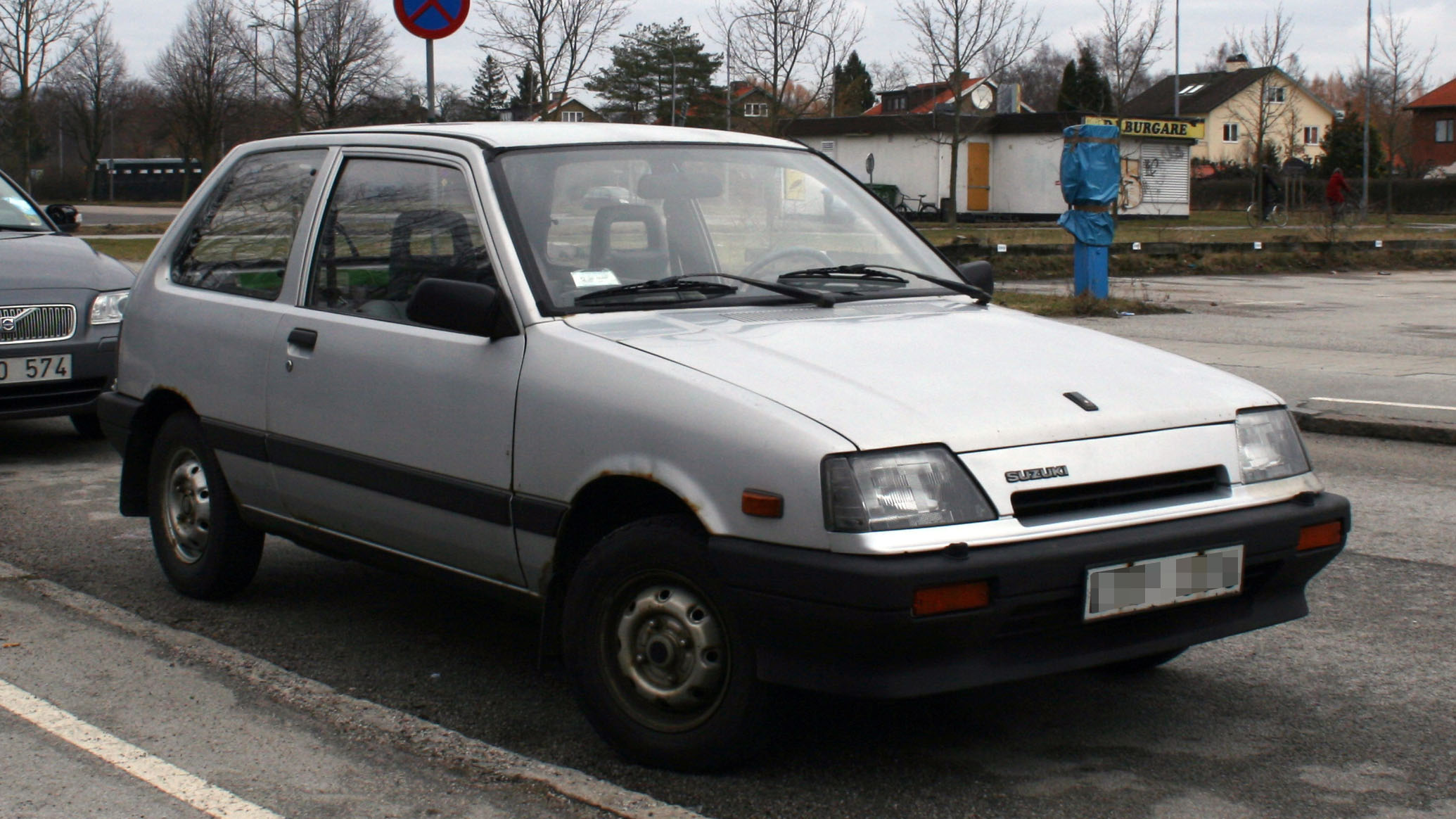
Suzuki Swift 1

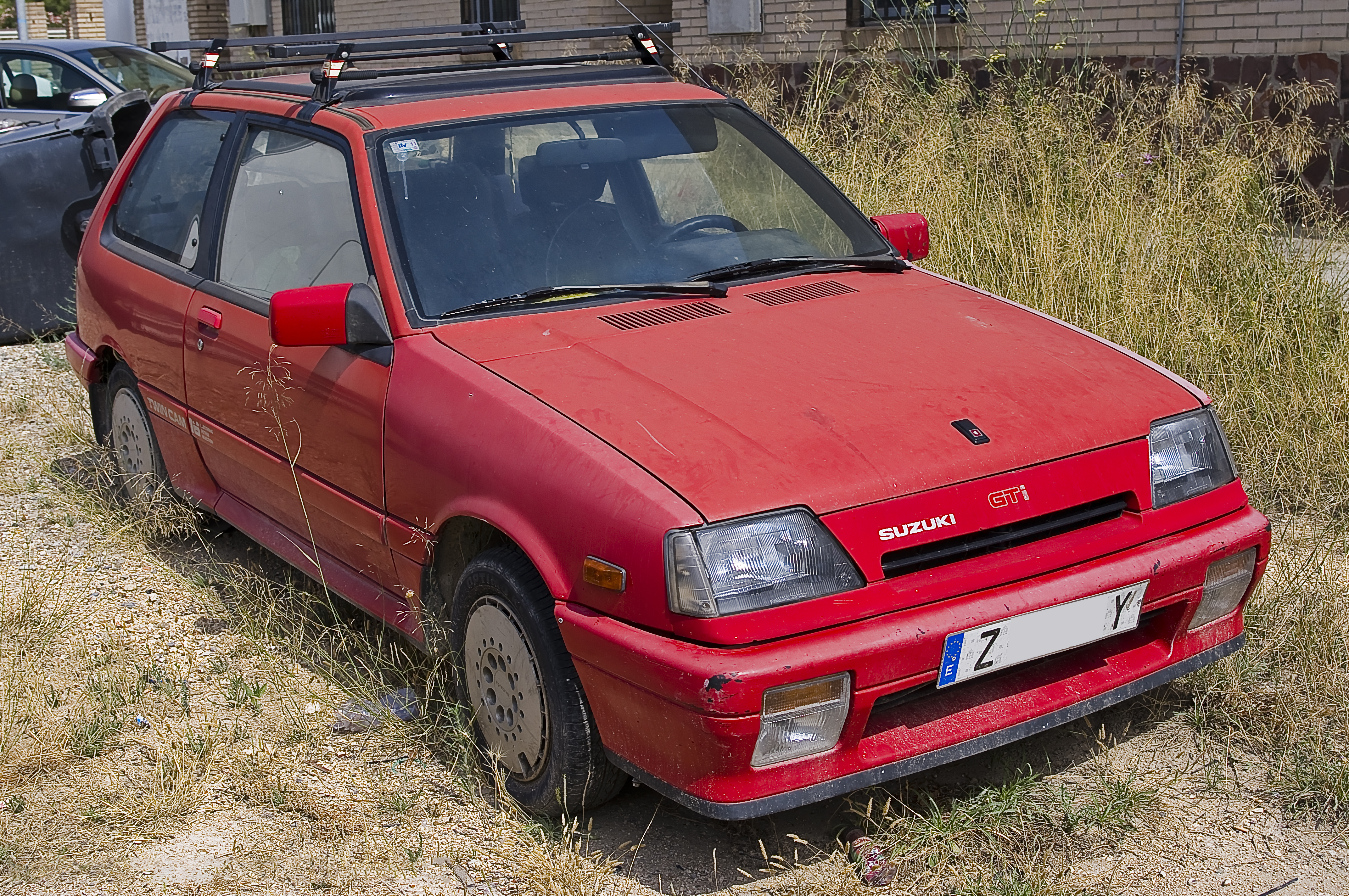
Suzuki Swift GTi

На Токійському автосалоні в 1983 році дебютував компактний автомобіль Suzuki Cultus.
Першим поколінням був проєкт, розпочатий General Motors як M-car. Коли в компанії зрозуміли, що проєкт не буде достатньо прибутковим, весь незавершений дизайн був проданий Suzuki в обмін на п'ять відсотків акцій компанії. В Suzuki завершили роботу з проєктування та розробки та представили автомобіль у продаж з жовтня 1983 року на Токійському автосалоні для японського ринку, як Suzuki Cultus.
Модель також експортувалася по всьому світу Suzuki та збиралася за франшизами концерном General Motors. В 1985 році з незначними змінами він почав продаватися в Європі під назвою Suzuki Swift. Автомобілі комплектувалися три- та чотирициліндровими двигунами серії G. Перше покоління моделі пропонувалося в 3 і 5 дверному кузові хетчбек.

### Двигуни
- 1.0 л G10 3-циліндровий 50-54 к.с.
- 1.0 л G10T 3-циліндровий турбо 71 к.с. при 5500 об/хв
- 1.3 л G13A 4-циліндровий 64-73 к.с.
- 1.3 л G13B 16v DOHC 4-циліндровий 101 к.с. при 6450-6500 об/хв (Swift GTi)

## Suzuki Swift (Тип EA) (1988—1995)

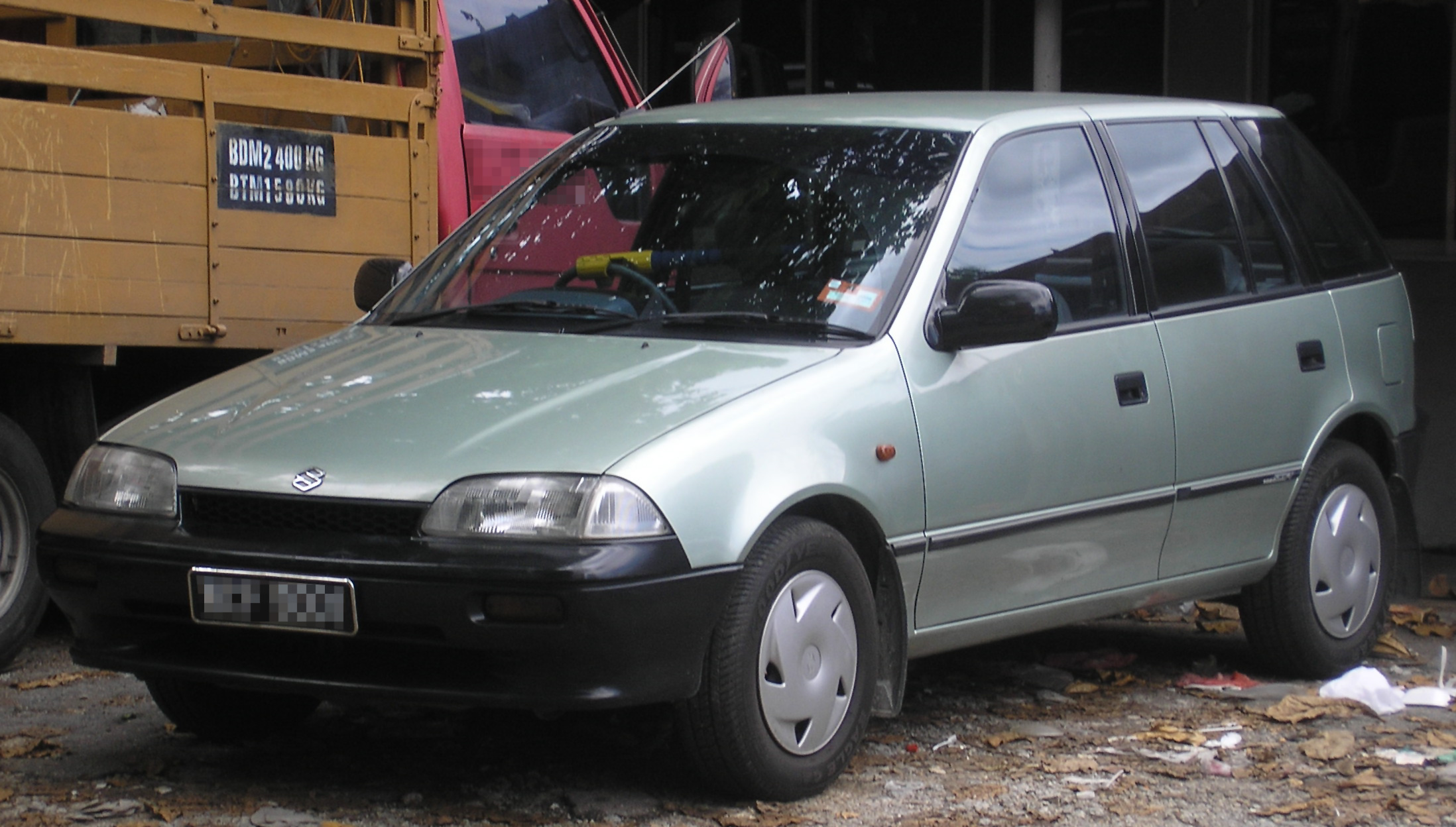
Suzuki Swift 2

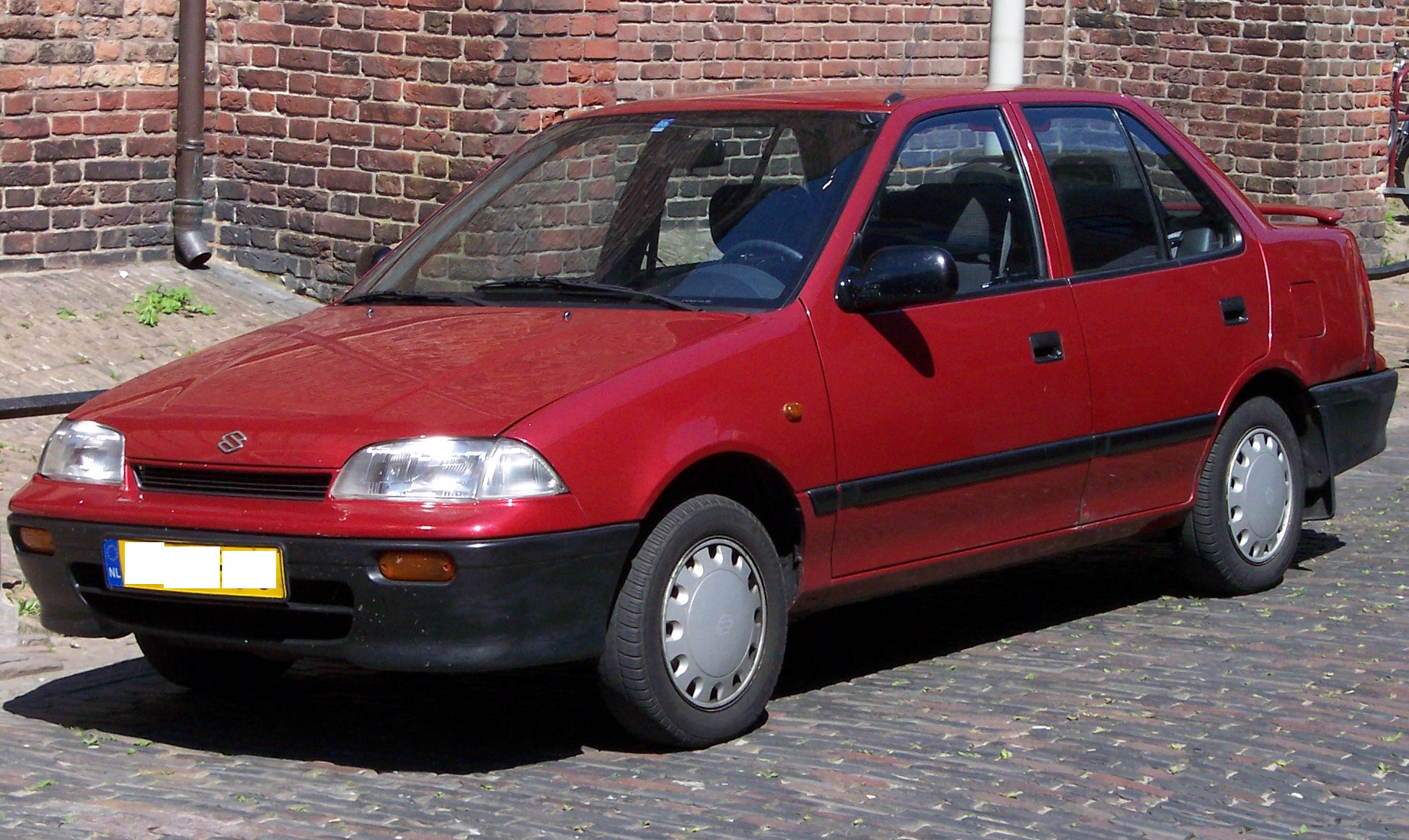
Suzuki Swift 2

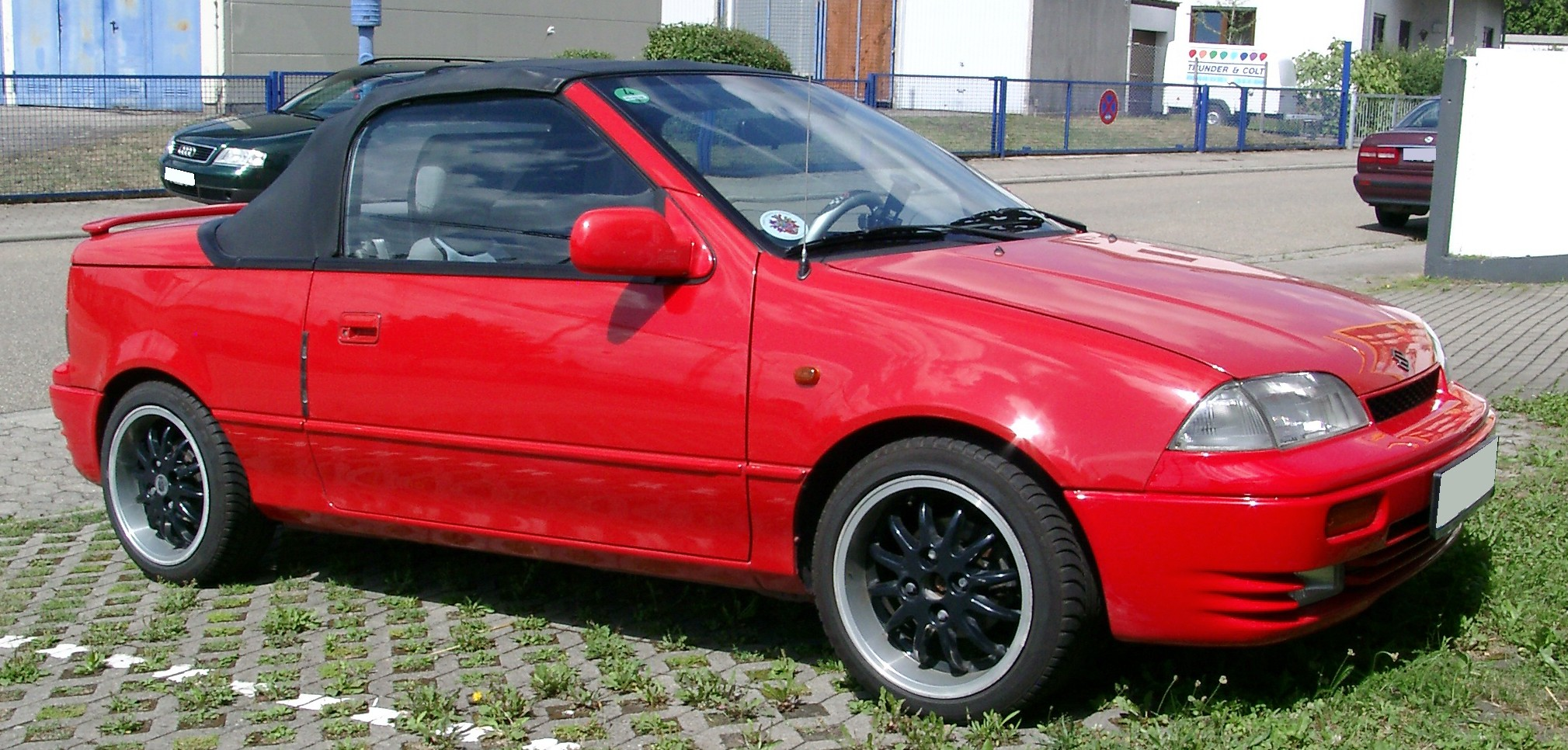
Suzuki Swift Cabriolet

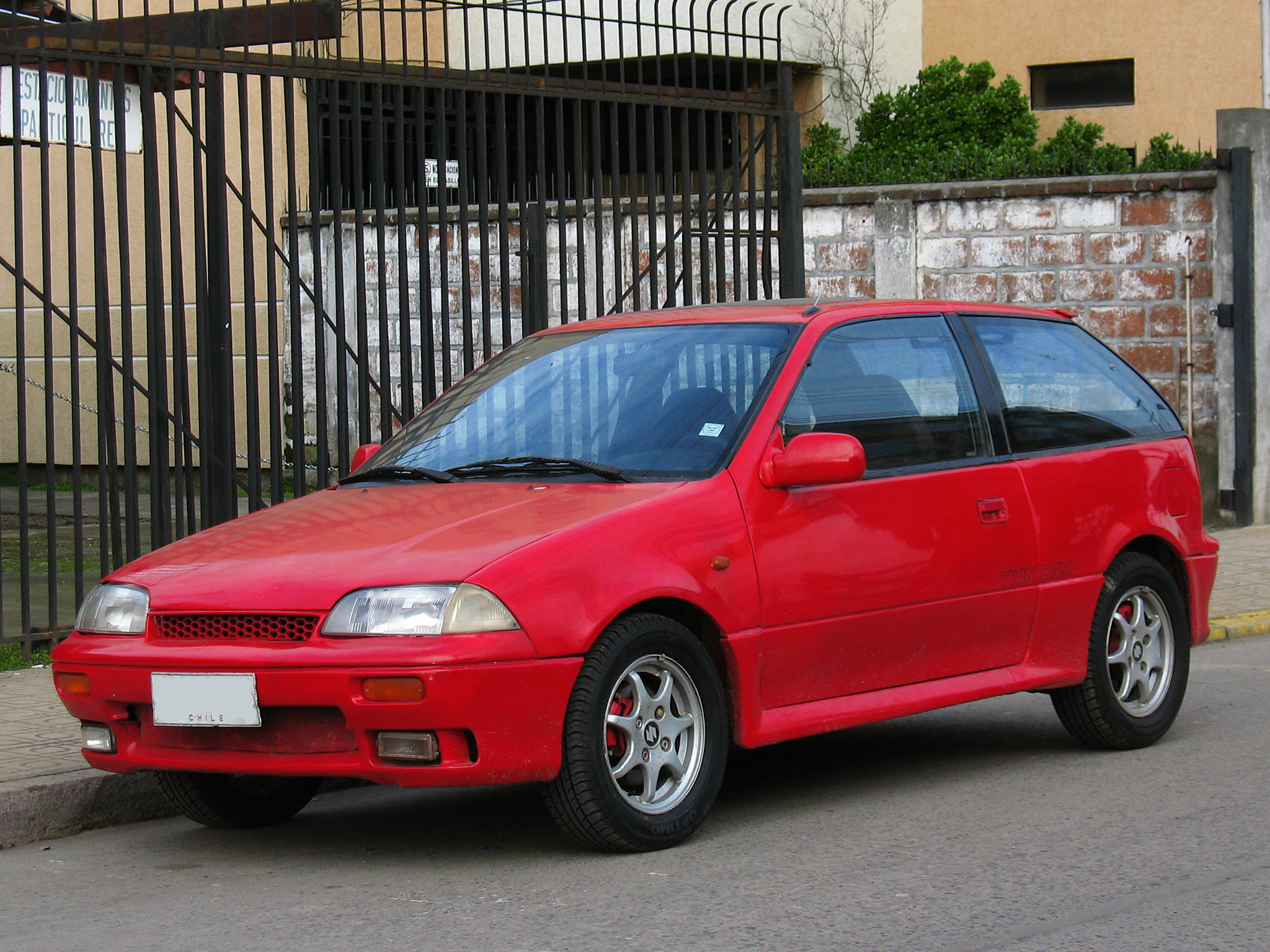
Suzuki Swift 1.3 GTi

В вересні 1988 року в Японії дебютував Suzuki Cultus другого покоління. Автомобіль збудований на платформі GM M. Шасі, двигуни і трансмісії були розроблені Suzuki, будучи в основному модифікованими варіантами першого покоління Cultus. Друге покоління запропонувало новий стиль і незалежну підвіску всіх коліс. Турбінований трициліндровий варіант залишався досить популярним в Канаді, який був єдиним ринком для версії, яка навіть не була доступна на батьківщині в Японії.
В березні 1989 року дебютував Suzuki Swift другого покоління для європейського ринку, що є дещо зміненим Suzuki Cultus. Автомобіль виготовлявся в кузові 3 і 5-ти дверний хетчбек.
В червні 1989 року в Японії представили модель Suzuki Cultus з кузовом седан.
В вересні 1991 року на європейському ринку дебютував седан та кабріолет Suzuki Swift.
В вересні 1992 року виробництво моделі для ринку Європи перенесли в Естергом (Угорщина).

### Двигуни
- 1,0 л G10 (LP2), 3 циліндри 39 kW (53 к.с.)
- 1,0 л G10T (LS3) turbo, 3 циліндри
- 1,3 л G13A/BA (L72) 8V, 4 циліндри 50 kW (68 к.с.) (також Cabrio)
- 1,3 л G13B/G13K 16V DOHC, 4 циліндри 74 kW (101 к.с.) (Swift GTi)
- 1,5 л G15A 16V, 4 циліндри
- 1,6 л G16 16V, 4 циліндри 68/70 kW (92/95 к.с.) (седан); також з 4Х4

## Suzuki Swift (Тип MA) (1995—2004)

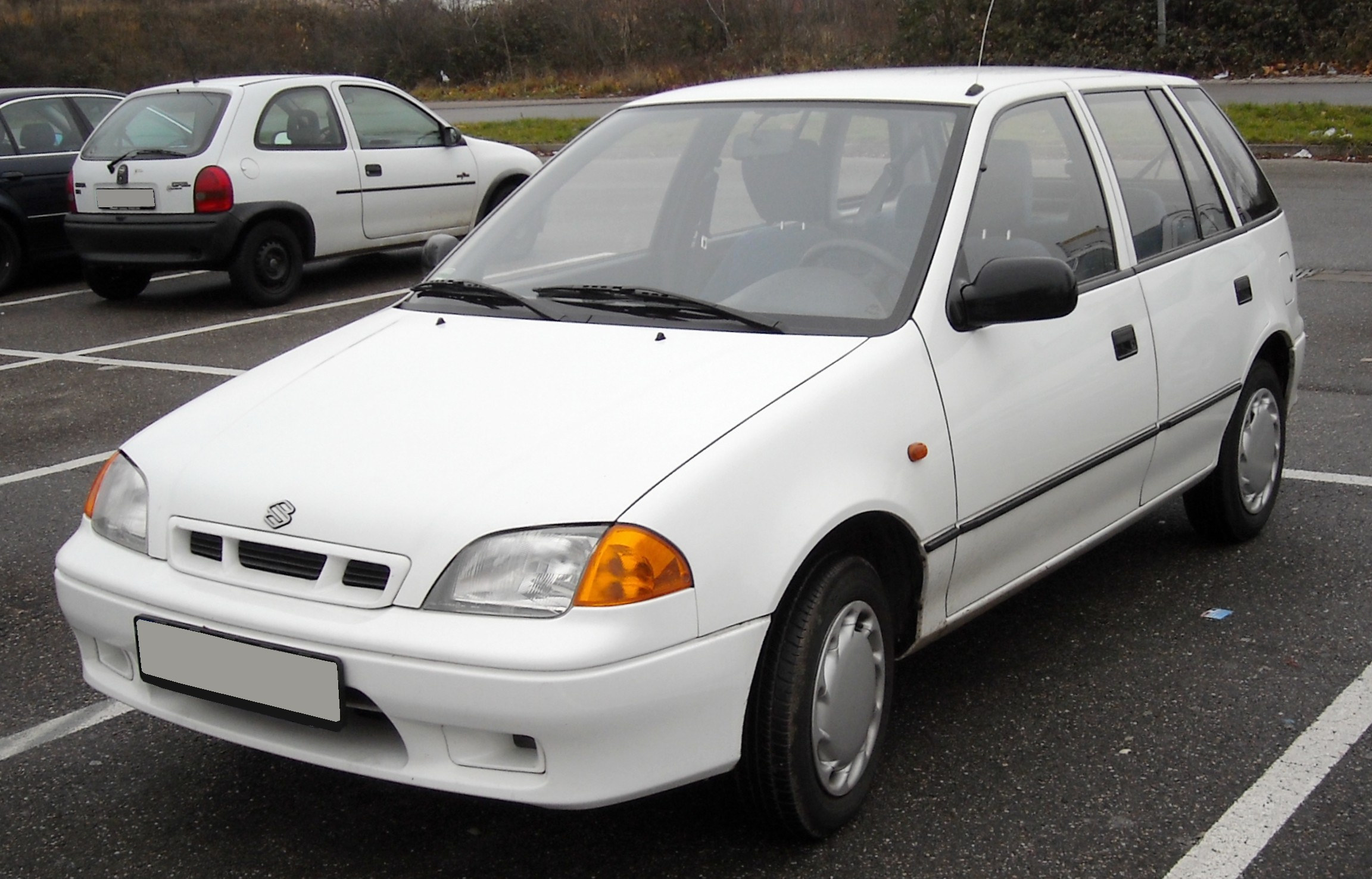
Suzuki Swift 3

Третє покоління було представлено восени 1995 року і було в основному розвитком другого покоління, а не абсолютно новою моделлю. Автомобіль був доступний з 1,0-літровим бензиновим двигуном потужністю 53 к.с. або 1,3-літровим двигуном потужністю 68 к.с., з 2001 р. 85 к.с. Більше не було версії з повнопривідним приводом. Автомобіль виготовлявся в Угорщині.
Swift був доступний як 3- і 5-дверний хетчбек і 4-дверний седан. У багажному відділенні можна розмістити 290 літрів багажу або 950 літрів з відкинутим заднім сидінням.
З осені 1995 року до кінця 2003 року продавалася майже ідентична модель Subaru Justy. Ця модель відрізнялася стандартним повним приводом.

### Двигуни
- 1,0 л F10A, 4 циліндри 39 kW (53 к.с.)
- 1,3 л G13BA, 4 циліндри 50 kW (68 к.с.)
- 1,3 л G13BB 16V EFi, 4 циліндри 62,5 kW (85 к.с.)
- 1,5 л Peugeot TUD5 diesel, 4 циліндри 43 kW (57 к.с.)

## Suzuki Swift (Тип MZ/EZ) (2005—2010)

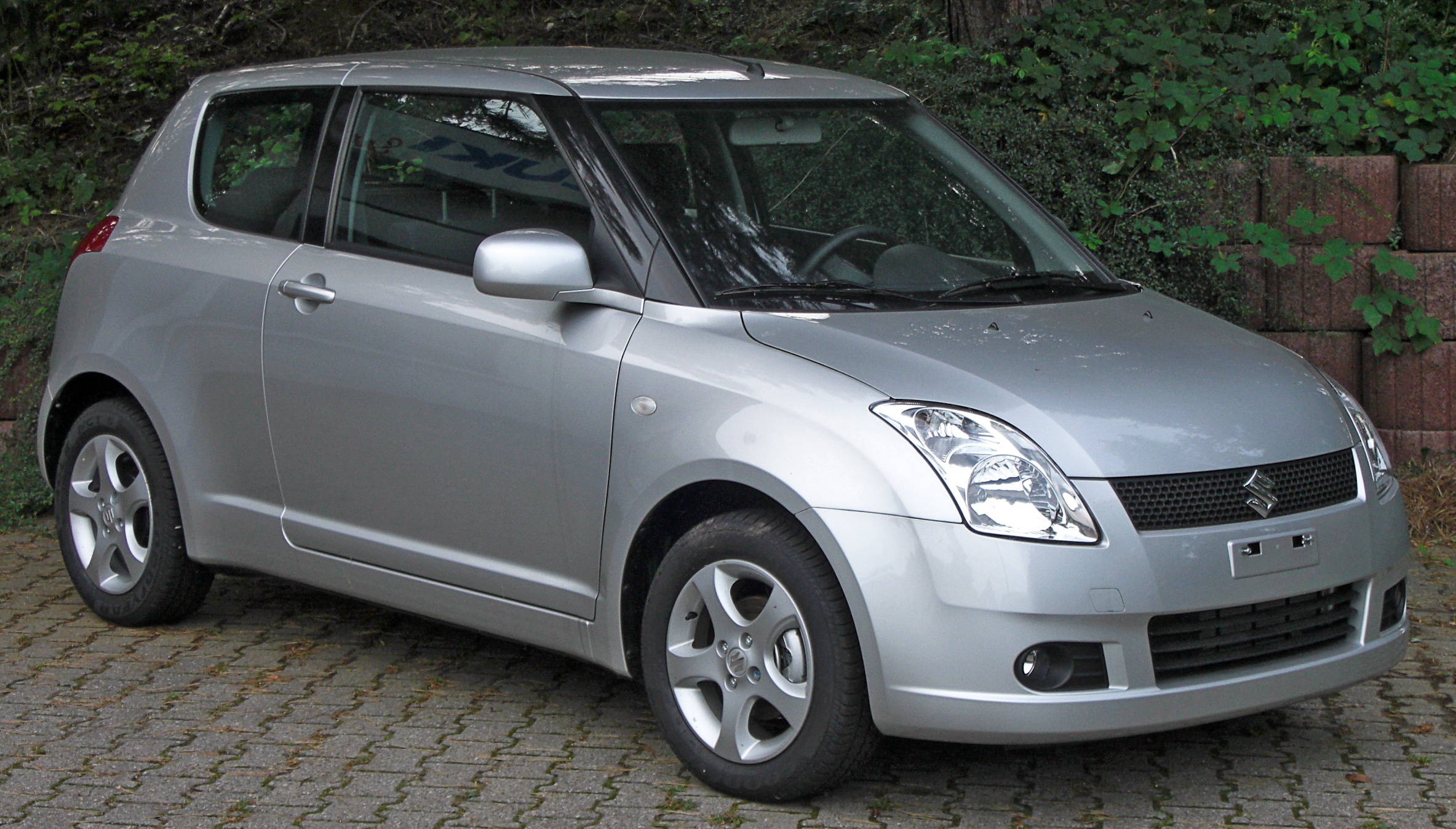
Suzuki Swift 4

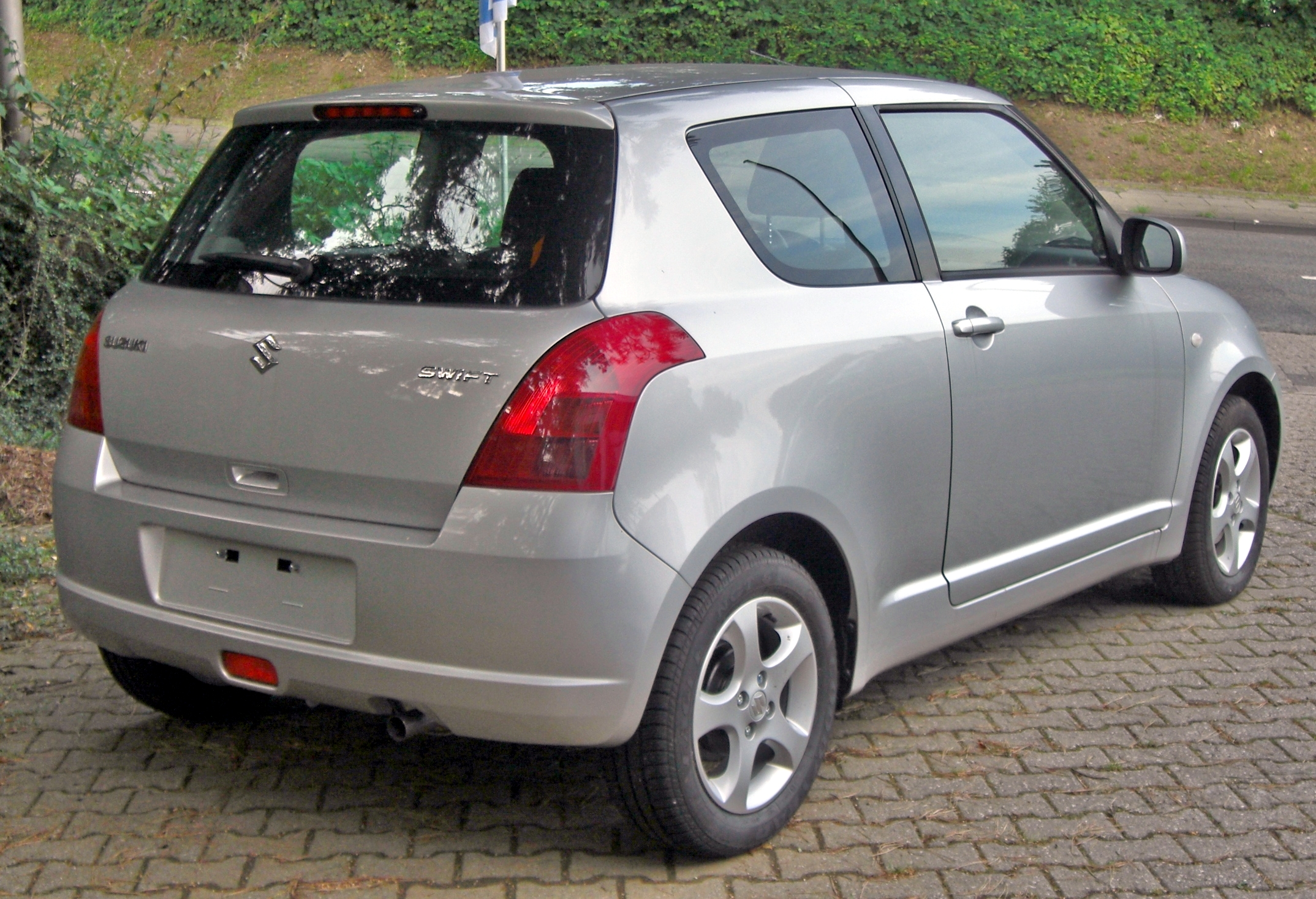
Suzuki Swift 4

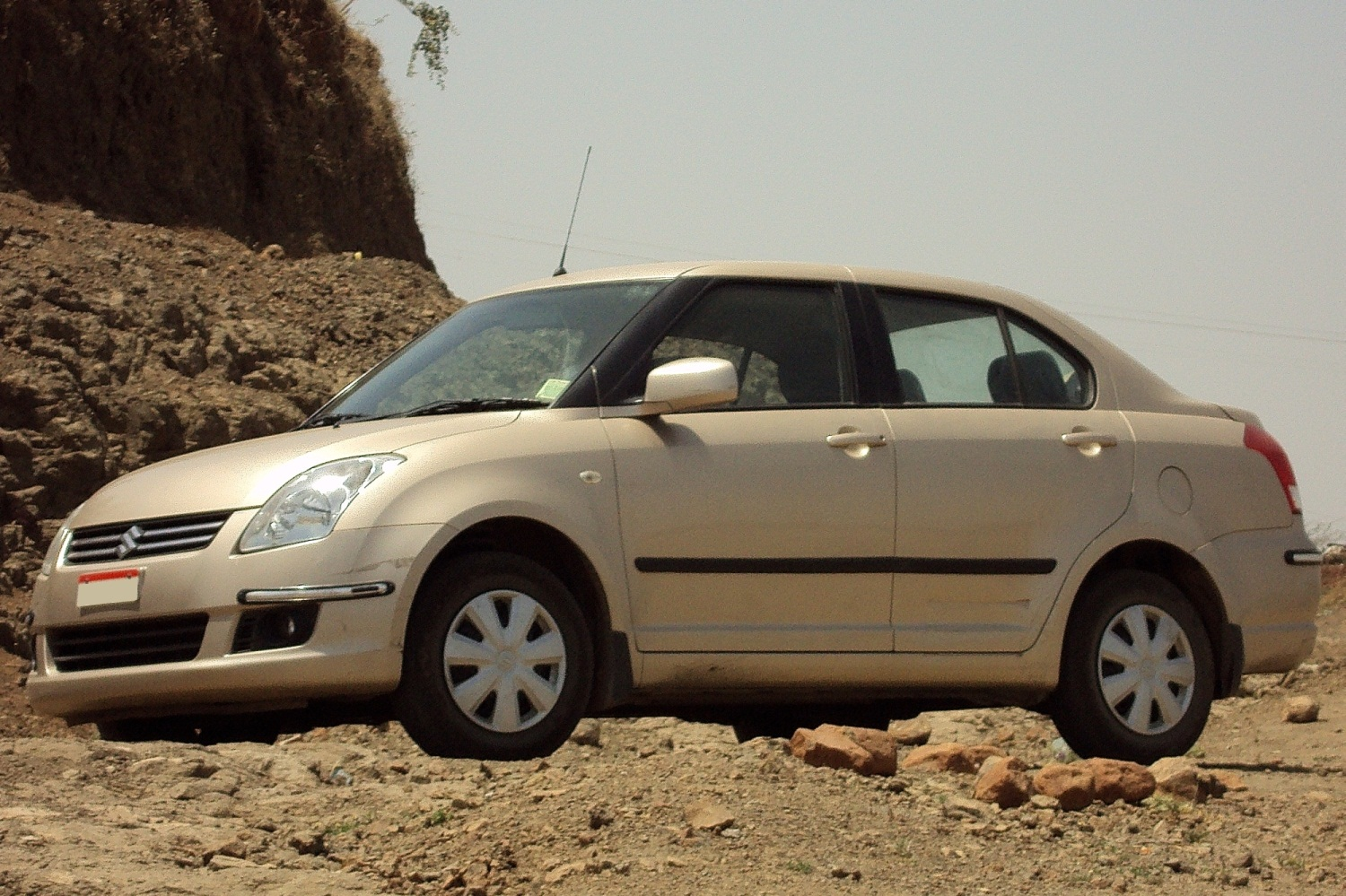
Suzuki Swift DZire седан (для ринку Індії)

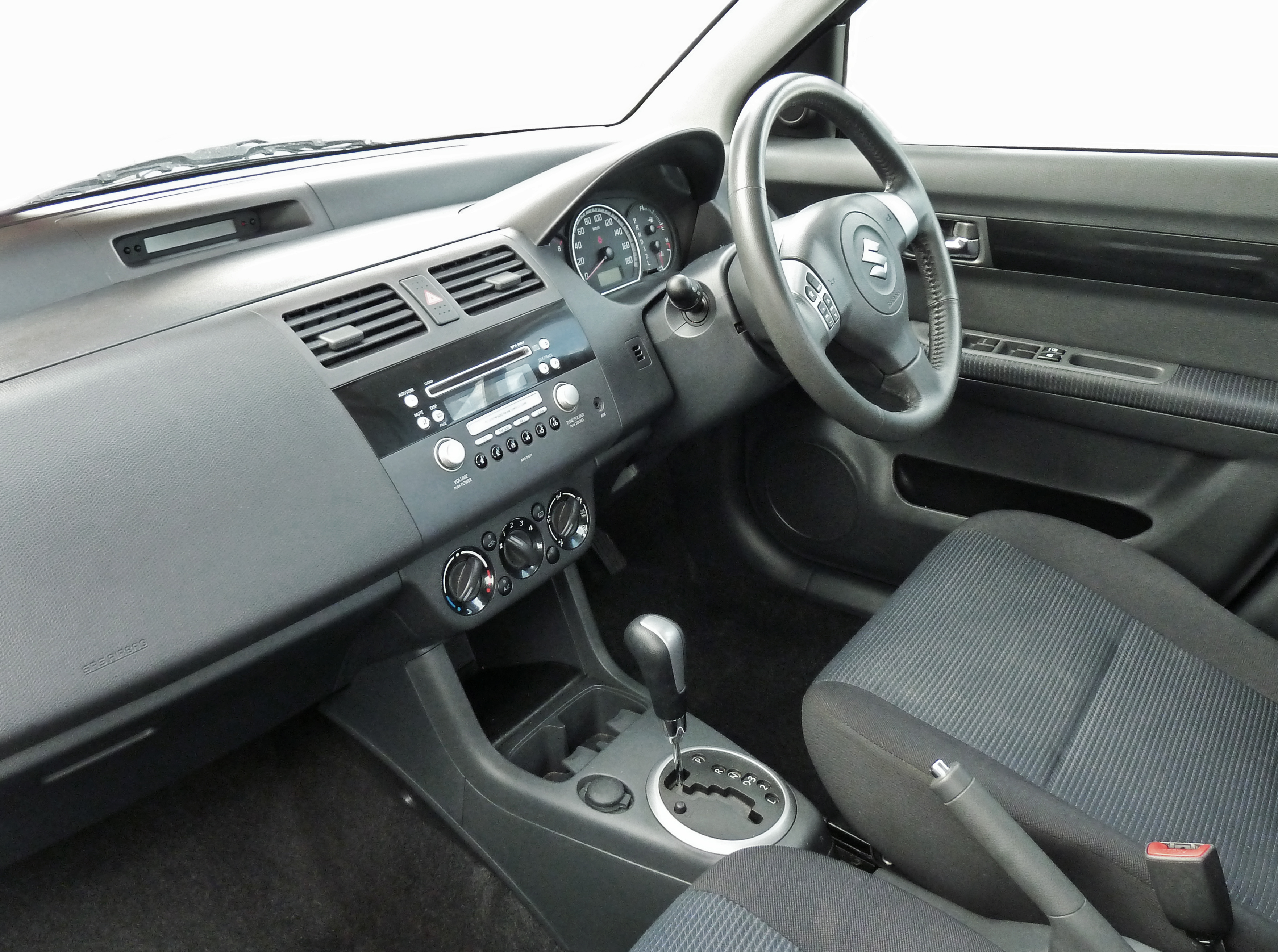

У 2002 році на міжнародному Паризькому автосалоні був представлений прототип Suzuki Concept-S, через рік на автошоу у Франкфурті презентували Suzuki Concept-S2. Вигляд цих прототипів згодом перекочував на Swift четвертого покоління, виробництво якого стартувало в 2005.
Сучасний п'ятидверний хетчбек від Suzuki має найбільшу в класі колісну базу (2390 мм), ширину (1690 мм) і колію (попереду/позаду — 1470 мм/1480 мм). Вже в базовій комплектації присутні 15-дюймові колісні диски. Основні двигуни для Suzuki Swift 2005 модельного року — 16-клапанні рядні 4-циліндрові бензинові мотори об'ємом 1328 см³ (91 к.с.) і 1490 см³ (110 к.с.), на європейському ринку також доступний 1,3-літровий турбодизель від Fiat.
Передня підвіска хетчбека виконана на стійках Макферсона, задня — на торсіонних. Існують передньо-і повнопривідні модифікації, кожна з яких може оснащуватися 5-ступінчастою МКПП або 4-ступінчастою АКПП.

### Двигуни
- 1.2 л Р4
- 1.3 л V8U 4 91-92 к.с.
- 1.5 л V9T Р4 102 к.с.
- 1.6 л K4M Р4 110—125 к.с.
- 1.3 л DDiS DPF Р4 (diesel) 75 к.с.

## Suzuki Swift 5 (AZG; 2010—2017)

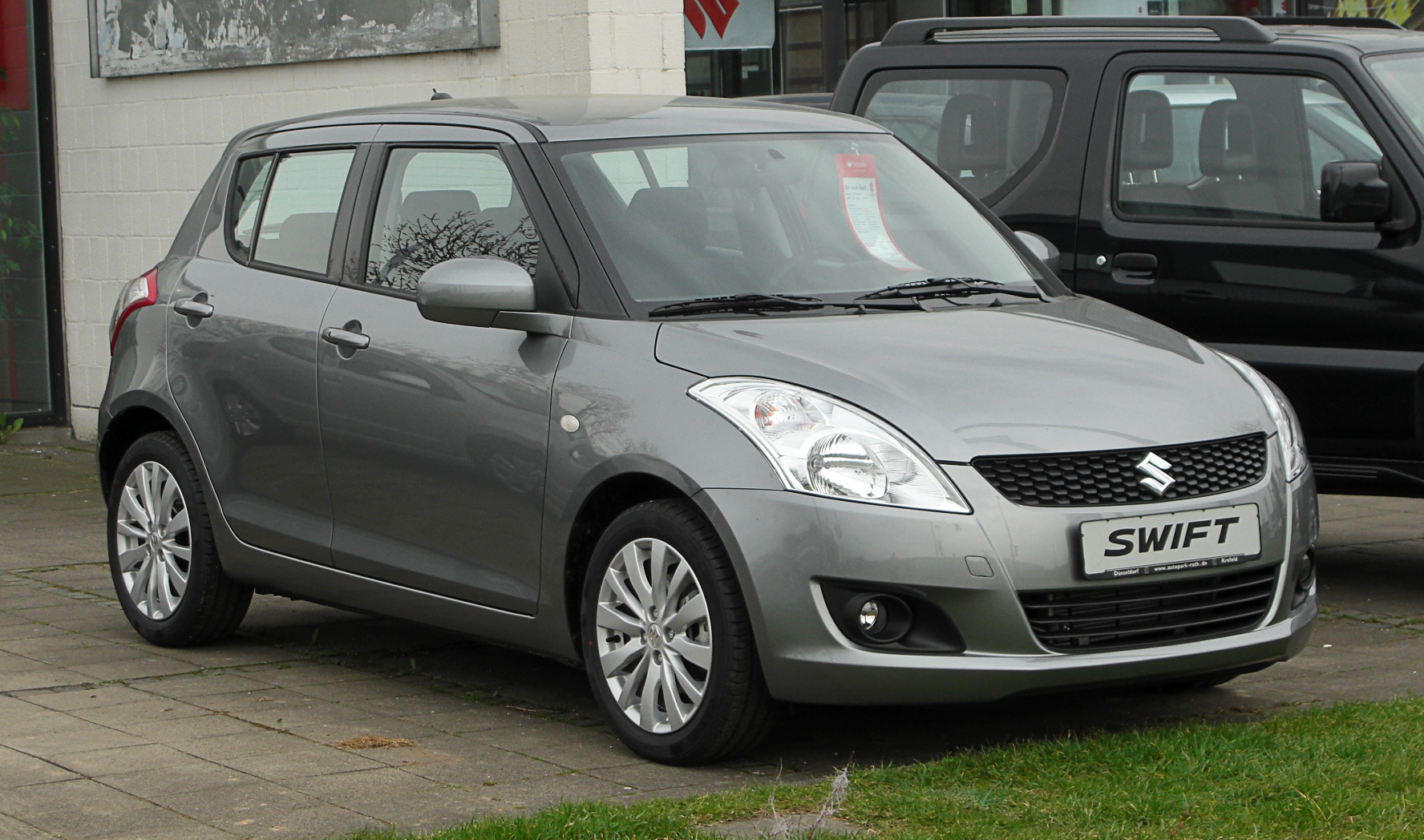
Suzuki Swift 5

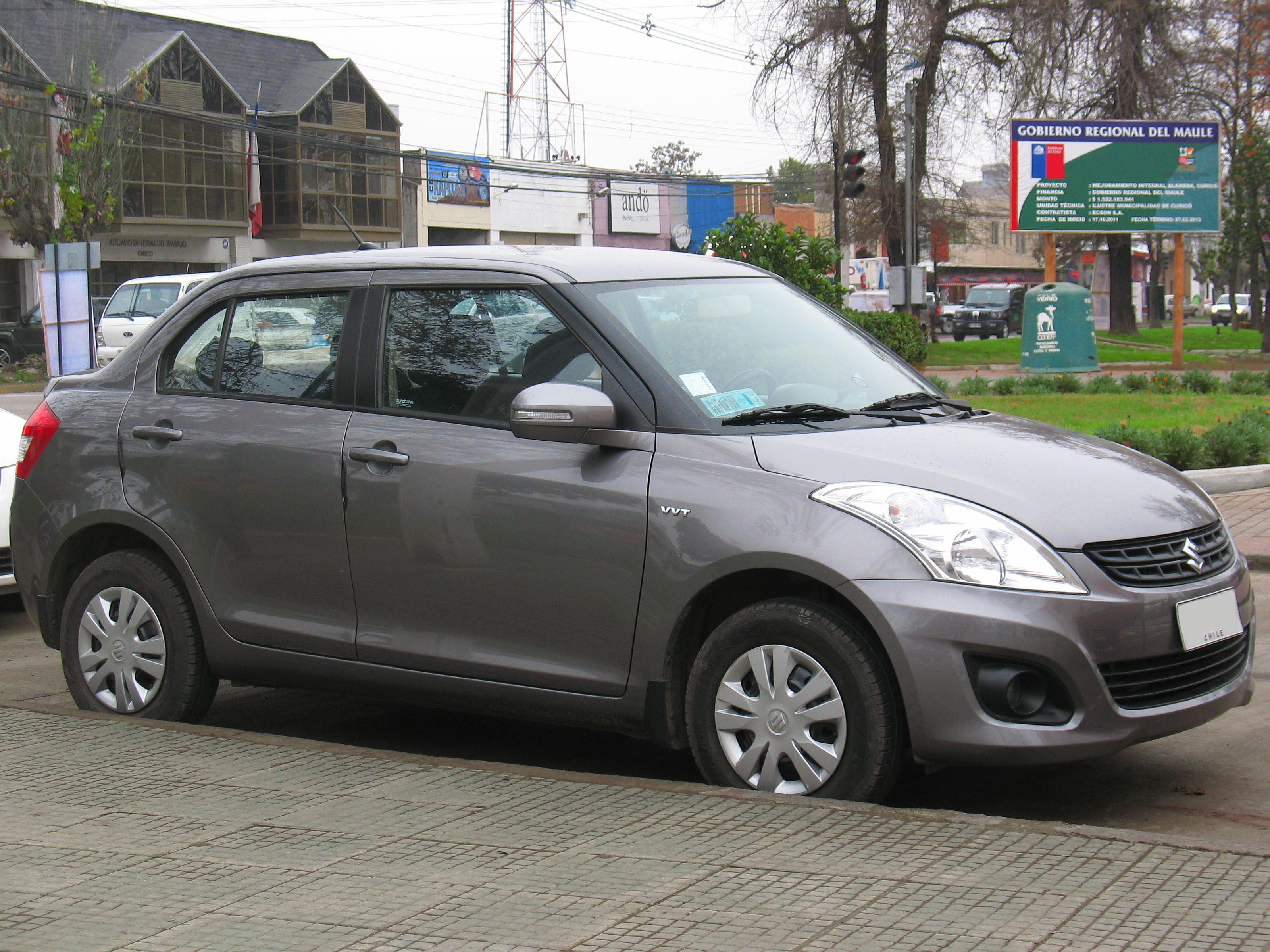
Suzuki Swift DZire

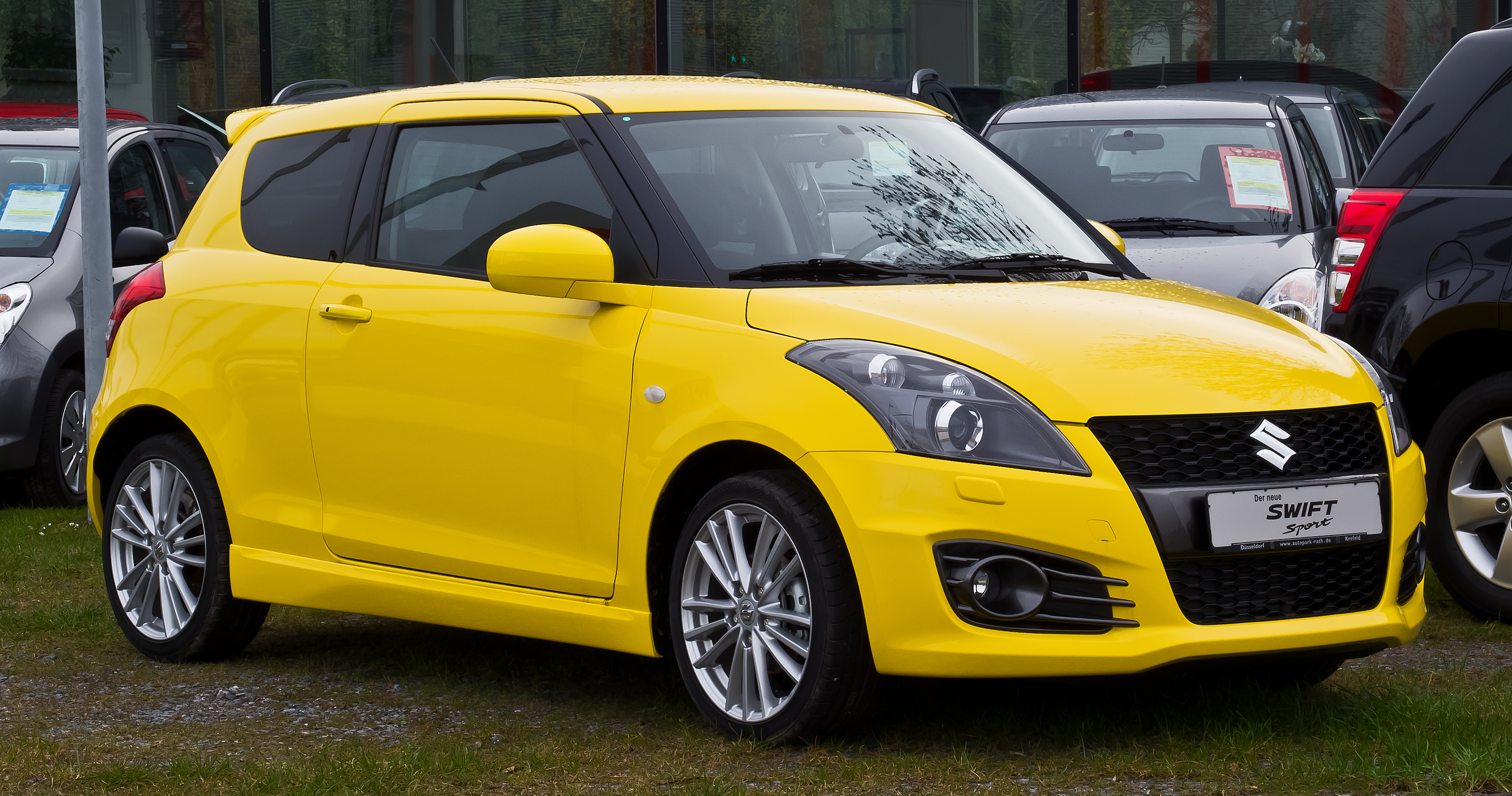
Suzuki Swift Swift Sport

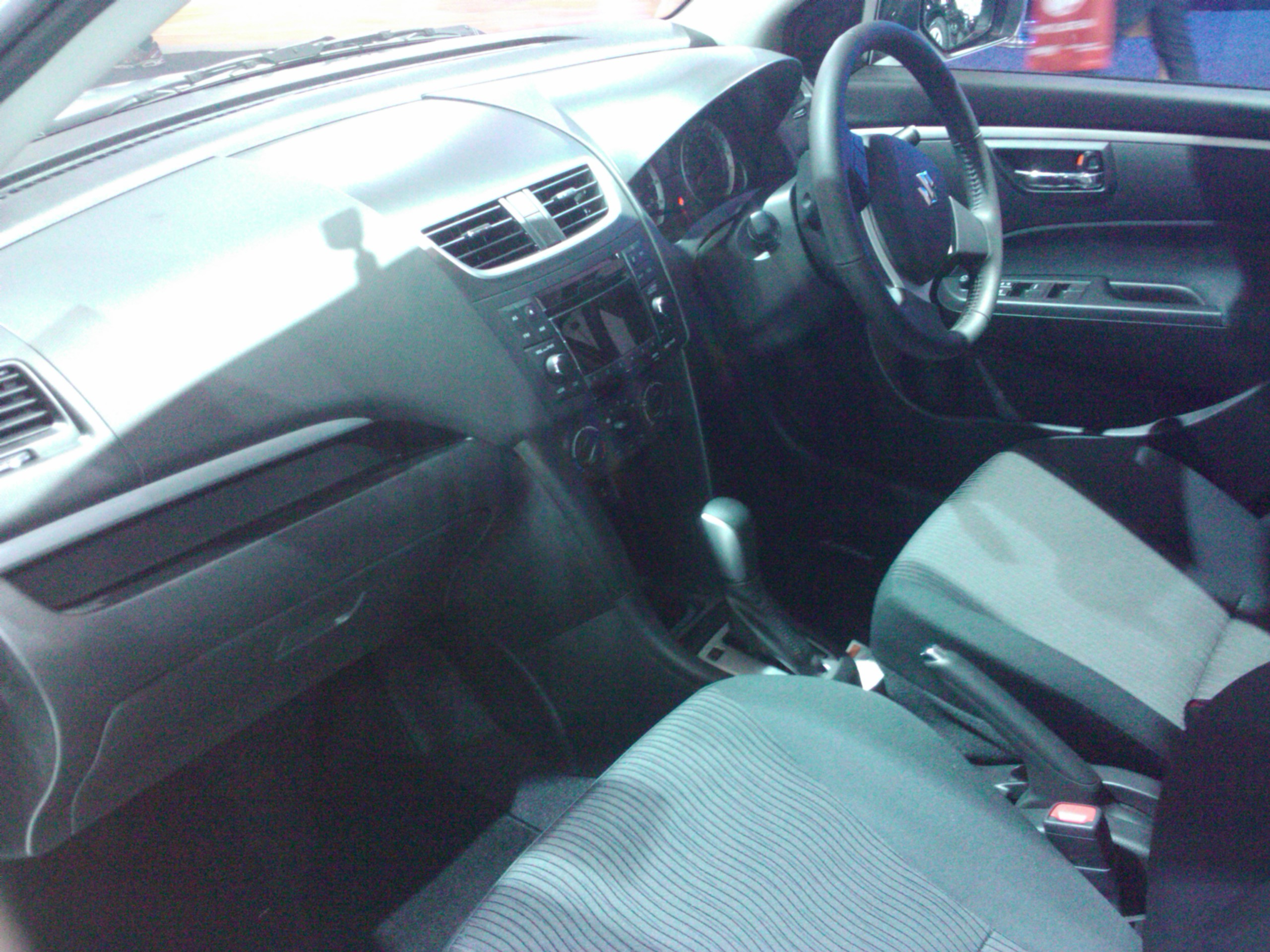

10 червня 2010 року на підприємстві Magyar Suzuki Corporation (Ештергом, Угорщина) відбулася презентація Suzuki Swift 2011 модельного року. Автомобіль зовні нагадує попередника, проте його колісну базу збільшили на 50 мм (до 2430 мм), при цьому довжина зросла на 90 мм (збільшилася до 3850 мм).
На першому етапі виробництва Suzuki Swift 2011 буде оснащуватися єдиним бензиновим двигуном — 1,2-літровим силовим агрегатом потужністю 94 к.с. при 6000 об./хв., оснащеним системою Dual VVT. На початку 2011 почався випуск автомобіля з 1,3-літровим дизельним двигуном.
Існує три основних моделі: SZ2, SZ3 і SZ4. Усі вони постачаються з дистанційним відмиканням дверей, складними задніми сидіннями, підігрівом бічних дзеркал заднього виду, CD-тюнером, USB-портом, елементами аудіо управління на рульовому колесі та передніми вікнами з електроприводом (у версіях на п'ять дверей, електропривод передбачено і для задніх вікон). Модель SZ3 оснащена: механічним кондиціонуванням повітря, передніми протитуманними фарами, сполученням телефону через Bluetooth та 16-дюймовими литими дисками коліс. Модель вищої комплектації SZ4 додасть: автоматичне кондиціонування повітря, автоматичні передні фари, систему відмикання дверей та старту без ключа. Окремі версії моделі SZ-L мають: двотонне забарвлення, сріблясті стібки на рульовому колесі і перемикачеві передач та унікальне тканинне оздоблення сидінь. Модель Suzuki Swift Sport, як і зазначалось, є найпродуктивнішою у всій лінійці. Особливою її роблять і 17-дюймові литі диски коліс, подвійні вихлопні труби та яскраві ксенонові фари.
Про безпеку пасажирів та водія подбають: сім базових подушок безпеки, включаючи колінну подушку для водія. Усі моделі оснащені: контролем стабільності, антиблокувальною гальмівною системою та системою нагадування про ремені безпеки. Плюс, абсолютно спокійно, можна встановити дитяче сидіння, використовуючи монтажні елементи Isofix.

### Двигуни
- 1.2 л K12B Р4 94 к.с.
- 1.4 л K14B Р4
- 1.6 л M16A Р4 136 к.с.
- 1.3 л DDiS Р4 (diesel) 75 к.с.

## Suzuki Swift 6 (A2L; 2017―2024)

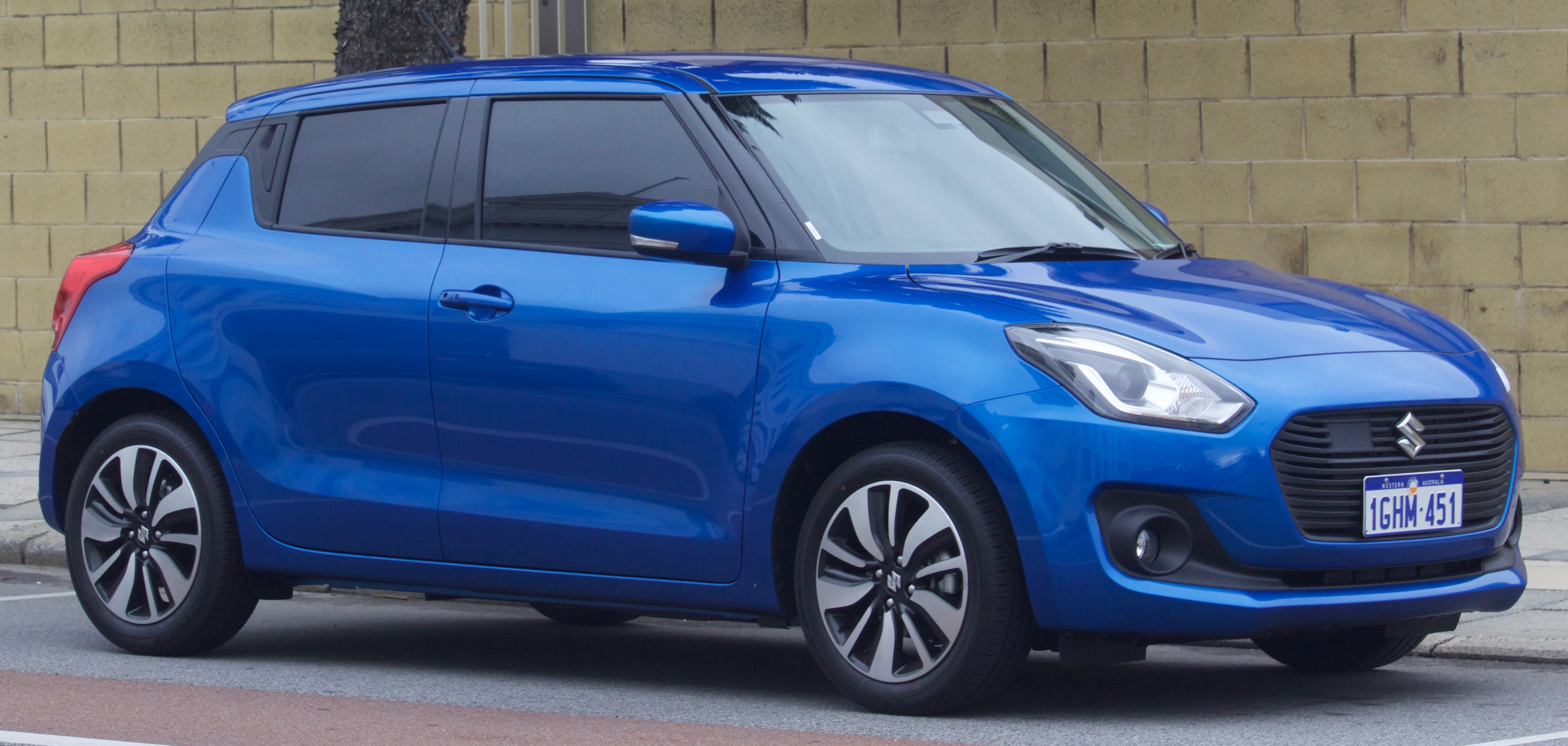
Suzuki Swift 6

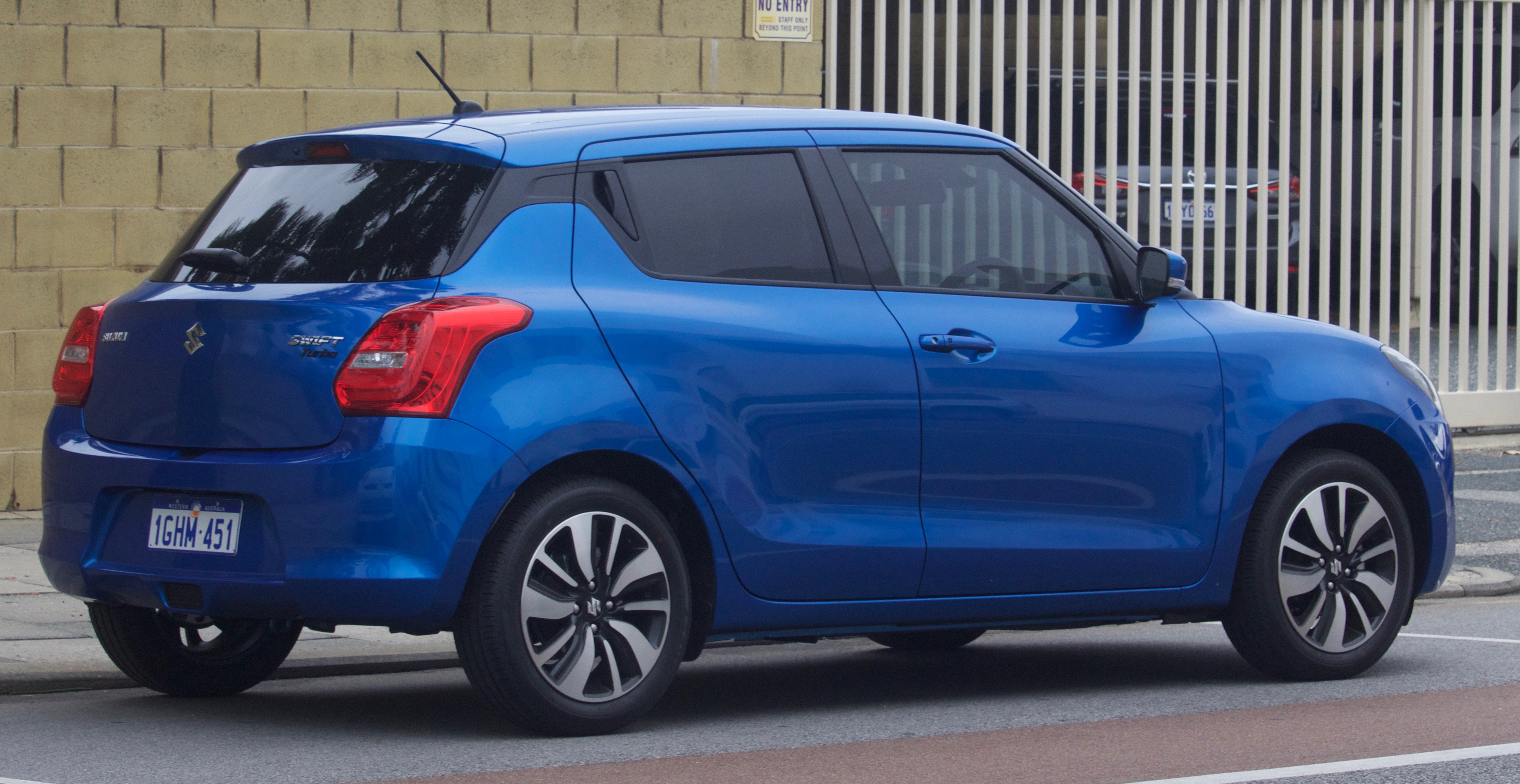
Suzuki Swift 6

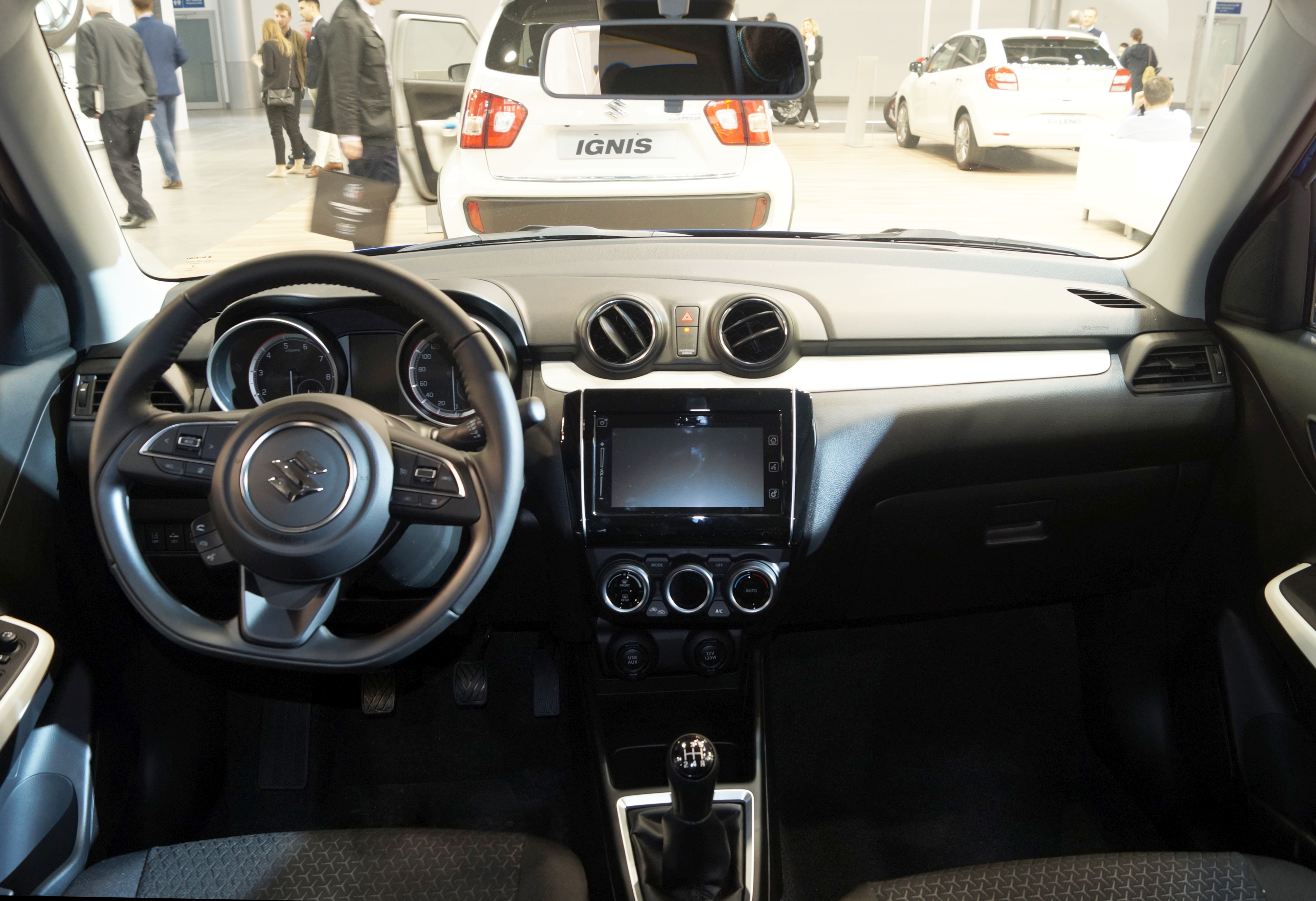

Зображення шостого покоління моделі вийшли в Інтернет в середині березня 2016 року. Офіційний дебют Suzuki Swift відбувся в Японії 27 грудня 2016 року, в торгівлю автомобіль проступив 4 січня 2017 року. Європейська версія дебютувала на 87-му Женевському автосалоні в березні 2017 року і надійшла в автосалони 13 травня 2017 року.
Хетчбек побудований на платформі «Heartect», яка дебютувала у 2015 році і такою використовується для виробництва хетчбеків Baleno та Ignis. Автомобіль оснащений 1,2-літровим 4-циліндровим двигуном Dualjet і бензиновим двигуном 1,0 л Boosterjet Turbo для японського ринку потужністю. Хоча в Індії передбачається оснащення моделі 1,2 літровим 4-циліндровим бензиновим двигуном K12B і 1,3 літровим 4-циліндровим дизельним двигуном DDiS 90. Також передбачається, що індійська версія може також отримати бензиновий двигун 1,0 л Boosterjet Turbo. Пропонується передньоприводна або повноприводна версії.
В 2017 році дебютувала гібридна версія Свіфт.

### Sport

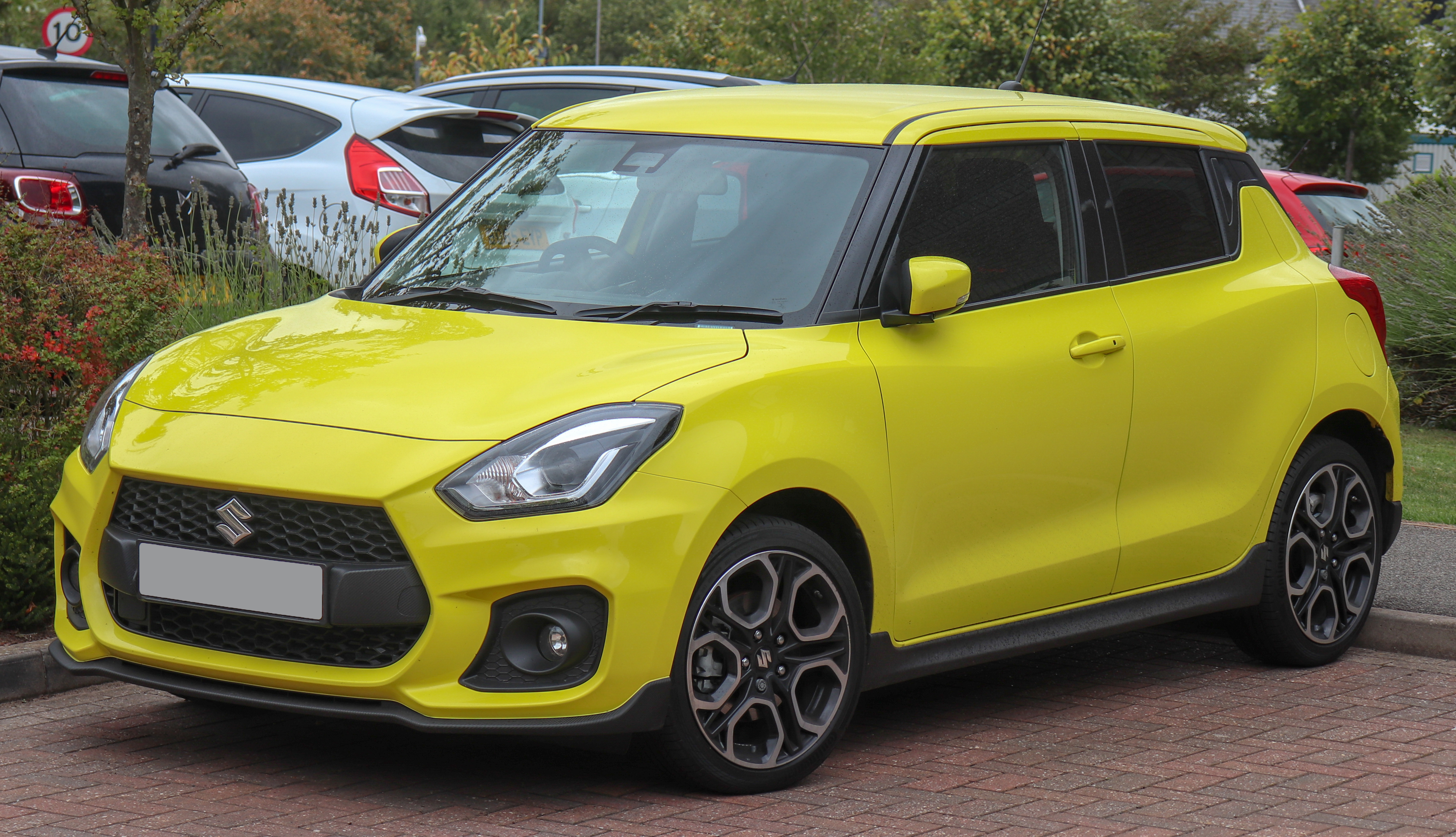
Suzuki Swift Sport

Восени 2017 року на Франкфуртському автосалоні дебютувала версія Suzuki Swift Sport. Автомобіль постачається з 1,4-літровим двигуном Boosterjet від Vitara S потужністю 140 кінських сил і 230 Нм крутного моменту. Swift Sport поставляється з абсолютно новою передньою частиною, заднім спойлером, 17-дюймовими колесами, ширшими шинами та переднім нижнім спойлером.

### Dzire

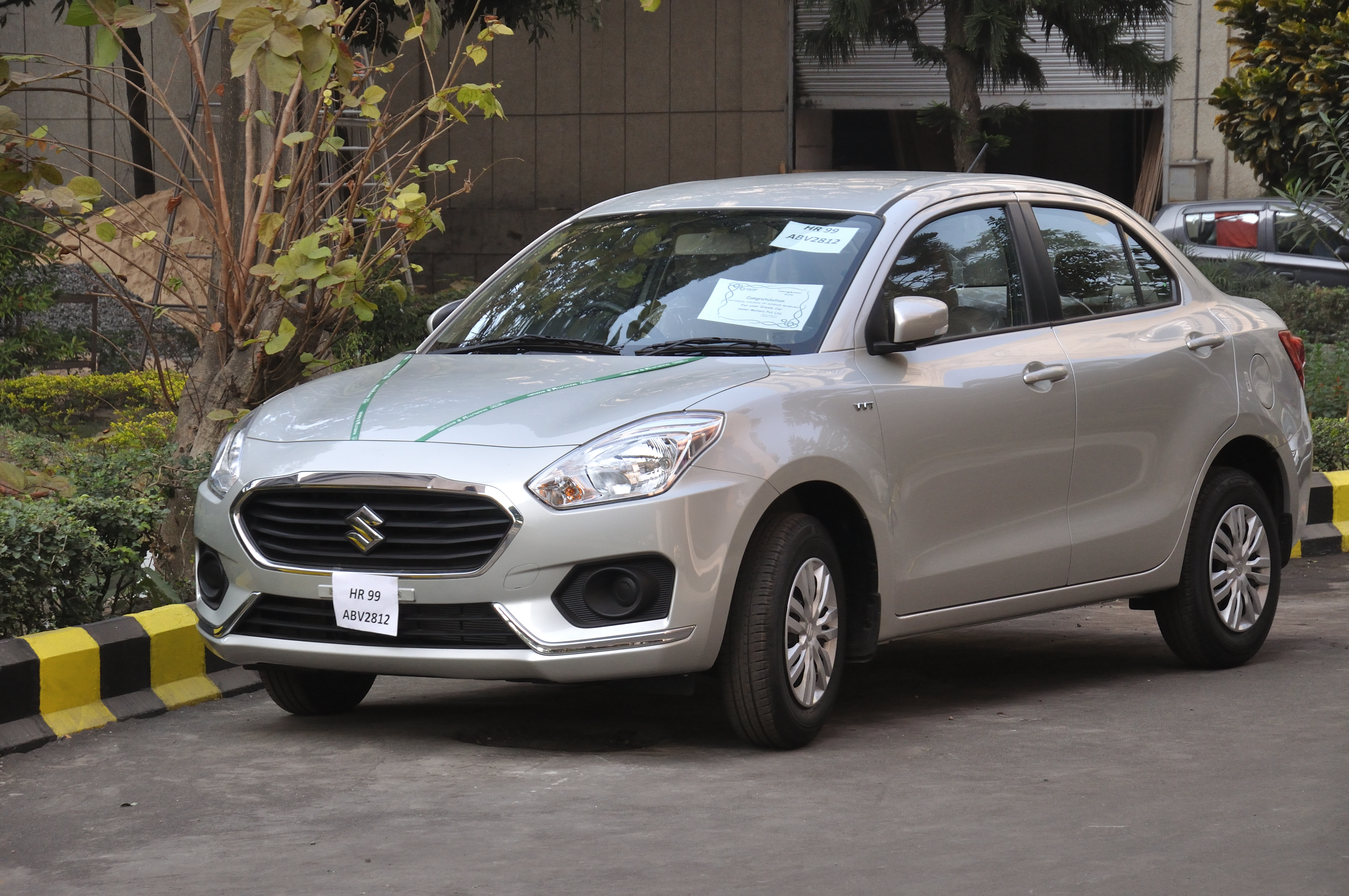
Maruti Dzire VXi VVT

16 травня 2017 року представлено седан Maruti Dzire четветрого покоління, що збудований на основі хетчбека Swift. Відтепер в назві моделі вилучене позначення «Swift».

### Двигуни
- 1.0 л K10C Boosterjet Р3 111 к.с.
- 1.2 л K12C Р4 90 к.с.
- 1.4 л K14C Boosterjet Р4 140 к.с.

## Suzuki Swift 7 (AOL; 2023-наш час)

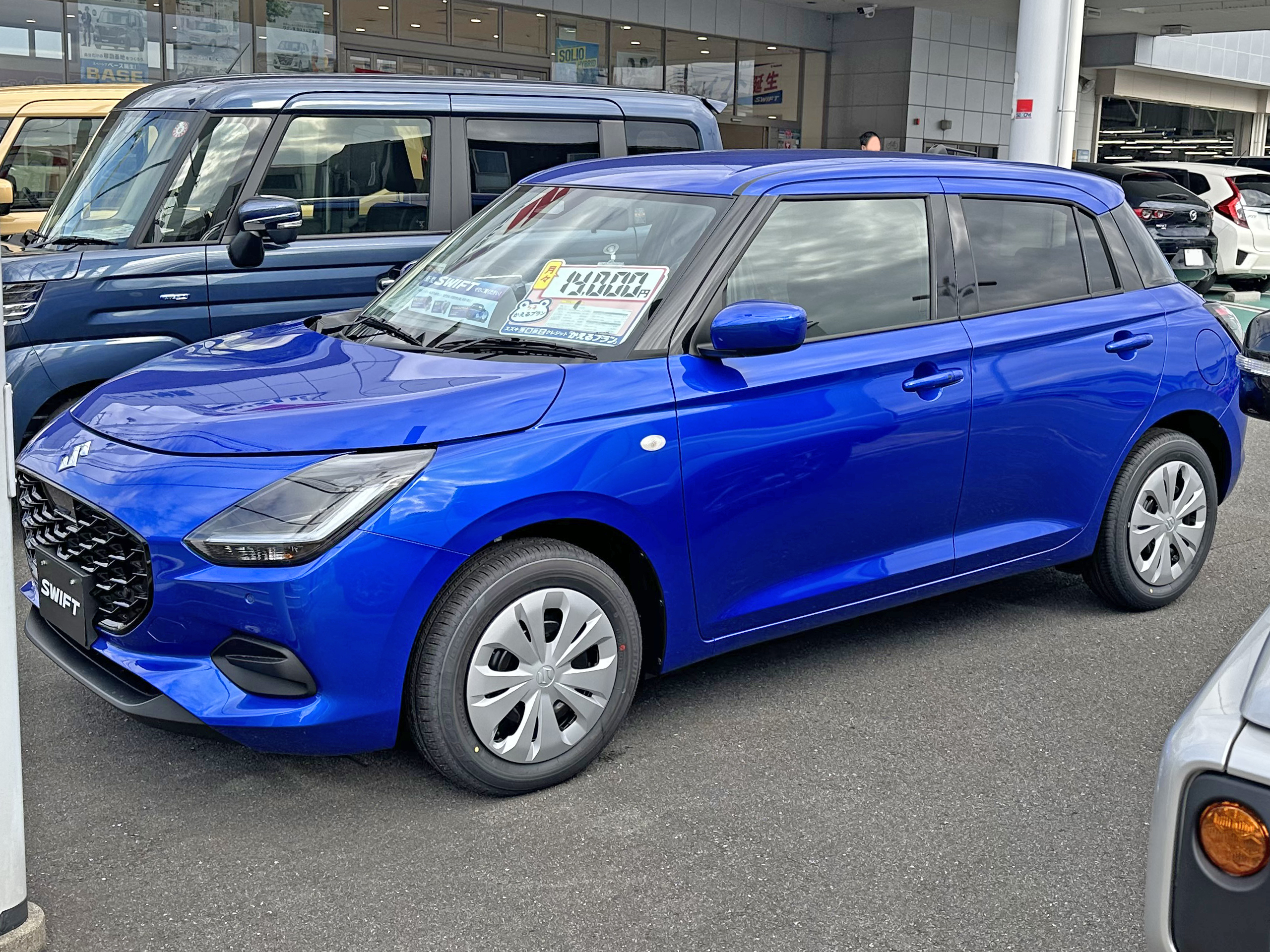
Suzuki Swift XG 2WD

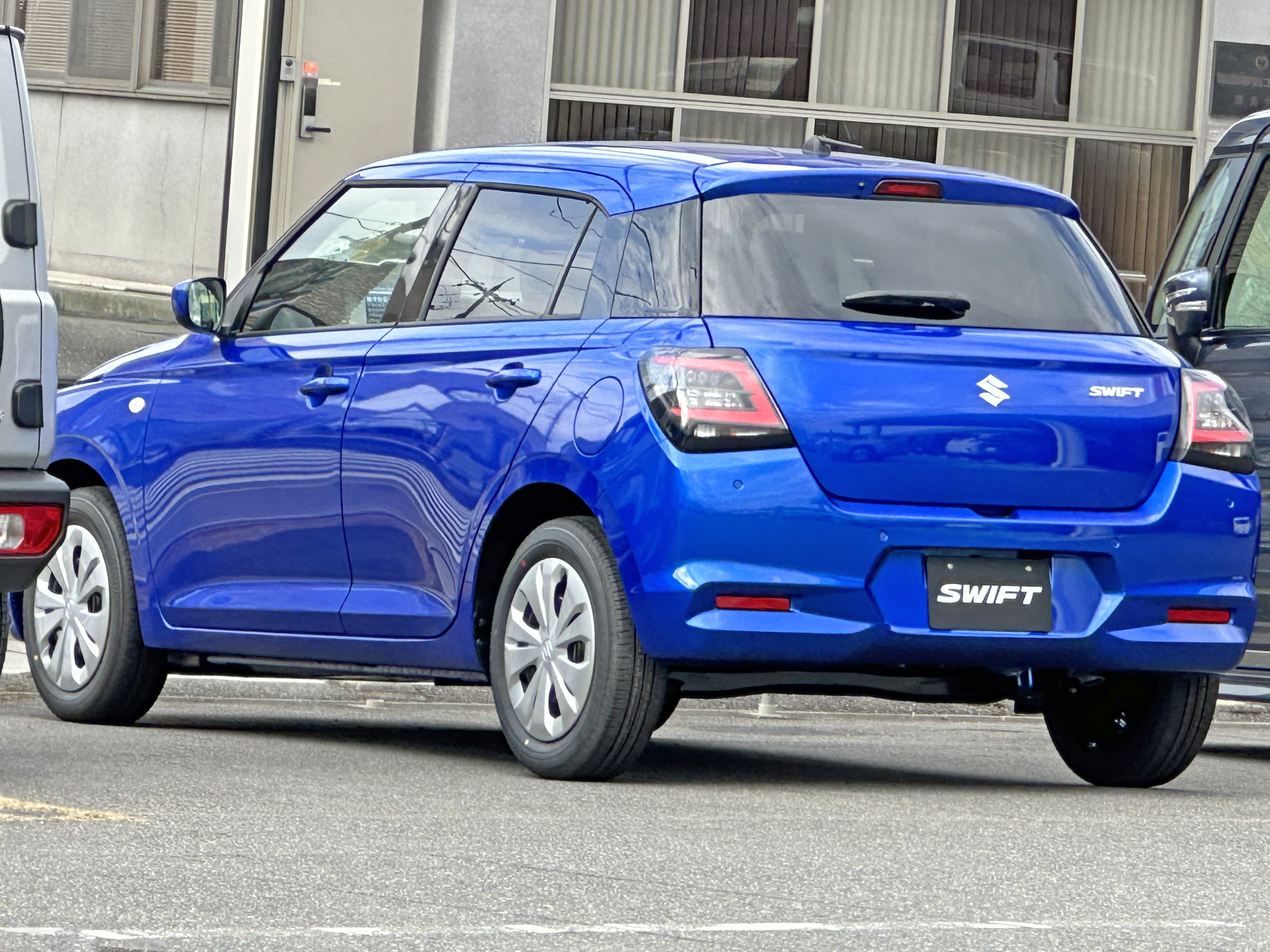
Suzuki Swift XG 2WD

Нове покоління Swift було представлено як Swift Concept 25 жовтня 2023 року. Серійну модель було офіційно представлено в Японії 6 грудня 2023 року.
Хетчбек все ще базується на тій самій платформі Heartect, але перероблений, щоб зацікавити покоління Z. Незважаючи на зовнішній дизайн, подібний до попереднього покоління, оновлений дизайн має на 4,6% більшу аеродинаміку завдяки застосуванню бічних спойлерів задніх дверей, оптимізації передньої лінії, передній бампер і форма коліс. Прихована дверна ручка на рамі задніх дверей також повернута у звичайне положення, щоб злитися з бічними лініями кузова та повернути ідентичність дизайну старішого Swift. Японський ринок Swift отримав дещо інші деталі екстер’єру, такі як інший дизайн сітчастої решітки з хромованим оздобленням і додаткова накладка на задній бампер для двох топових моделей у стандартній комплектації. NVH також покращено за допомогою кількох модифікацій.
Що стосується інтер’єру, він мав новий багатошаровий дизайн панелі приладів, схожий на SX4 S-Cross або Baleno, оновлений дизайн дверних панелей і більший 9-дюймовий РК-дисплей для топової моделі. Функції безпеки та зручності також оновлені завдяки додатковим переднім датчикам паркування, електронному стоянковому гальму, системі моніторингу водія та вдосконаленій системі запобігання зіткненням Dual Sensor Brake Support II (DSBS II), яка додала ширший діапазон виявлення для велосипедів і мотоциклів. 

### Двигуни
- 1.2 L Z12E I3 (ZC/ZDDDS)
- 1.2 L hybrid Z12E I3 (ZC/ZDEDS)

## Використання назви на інших автомобілях
З 1995 по 2001 рік шильдик Suzuki Swift повторно використовувався для другого покоління Geo Metro в Сполучених Штатах і Канаді. Він все ще базувався на платформі попереднього покоління Cultus/Swift і був доступний лише як 3-дверний хетчбек.

З 2003 року перше покоління 5-дверного хетчбека Chevrolet Aveo продавалося в Канаді як Suzuki Swift+ і було знято з виробництва в 2011 році.

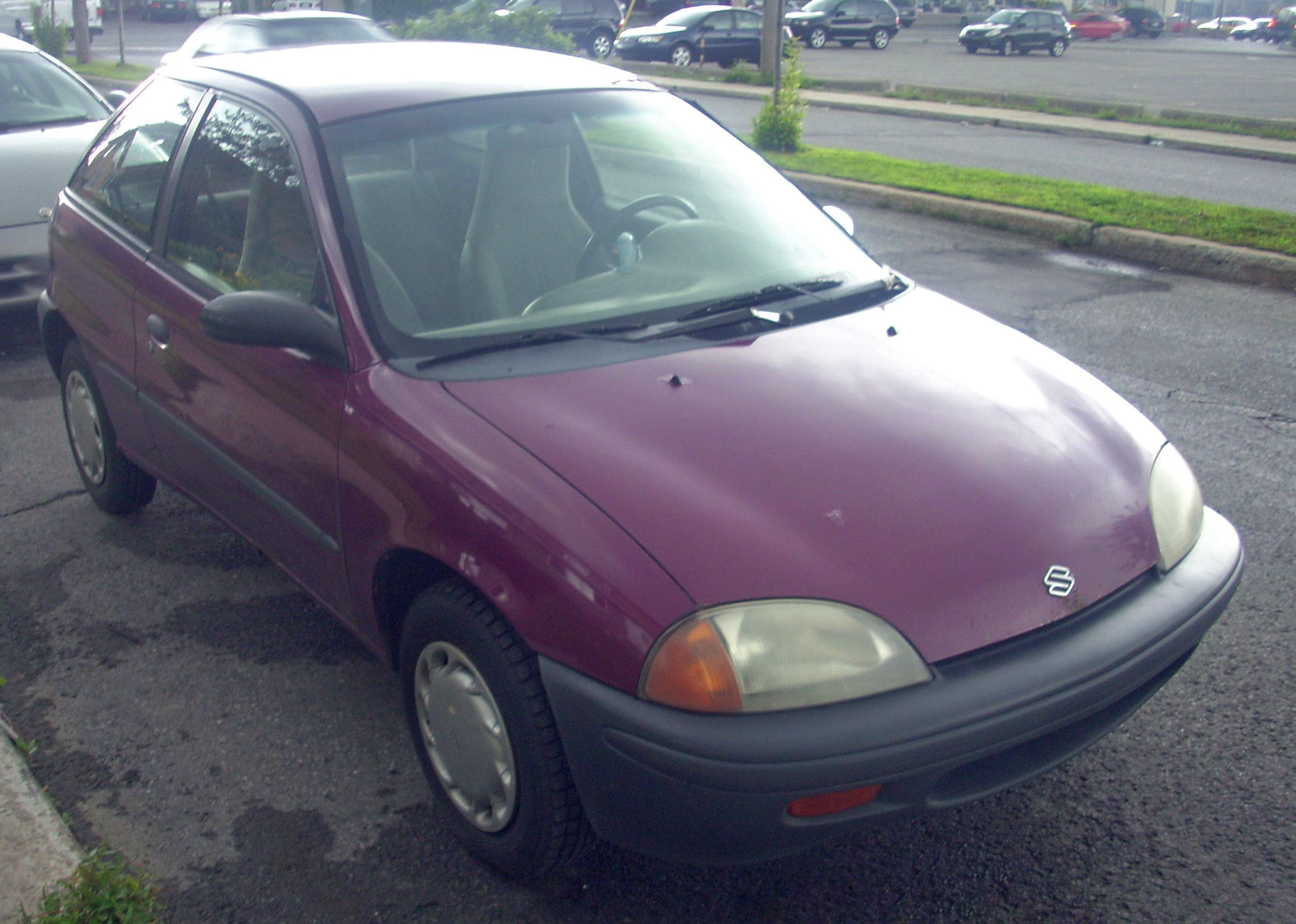
Suzuki Swift (США та Канада, 1995-2001)
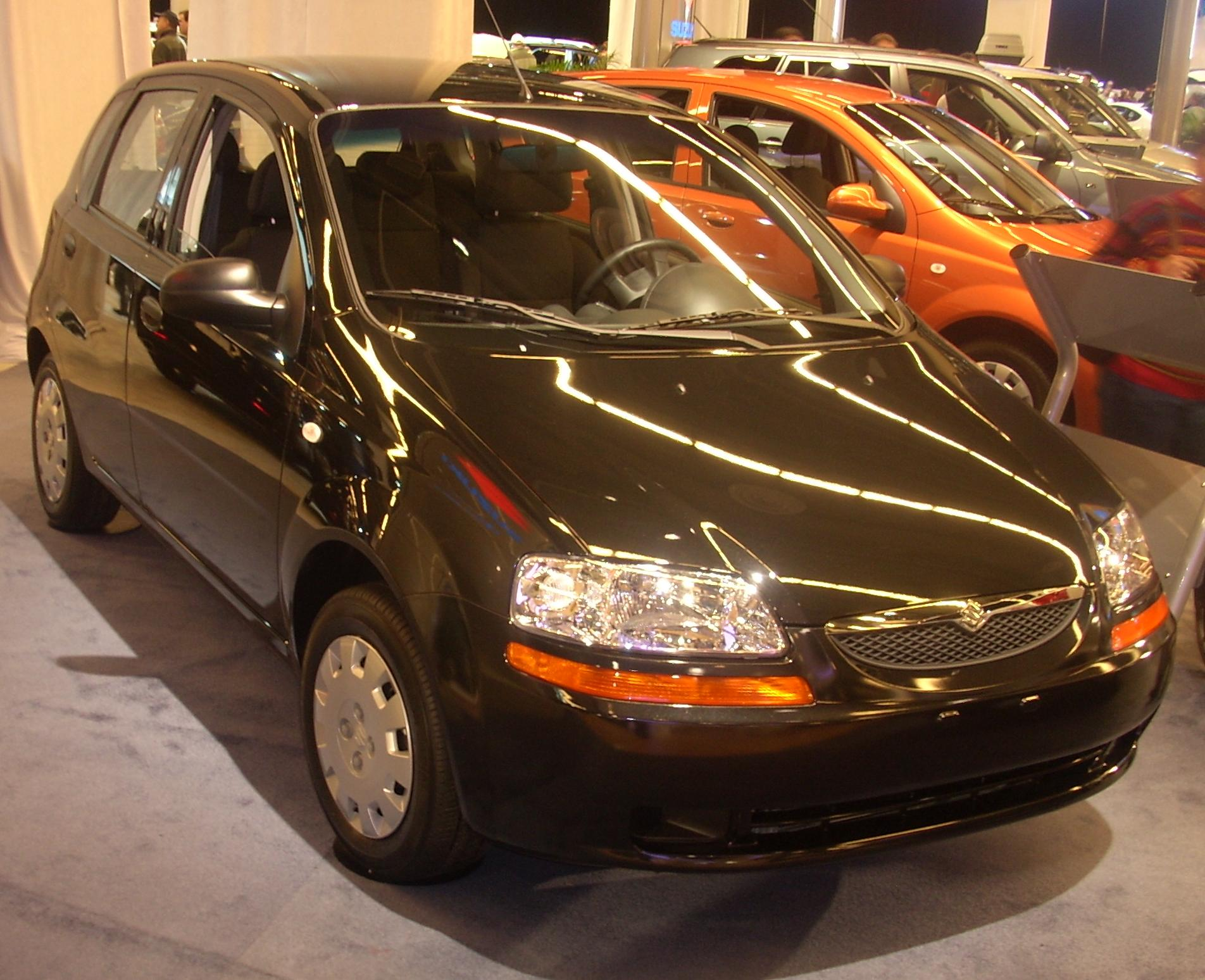
Suzuki Swift+ T200 (Канада, 2003-2008)
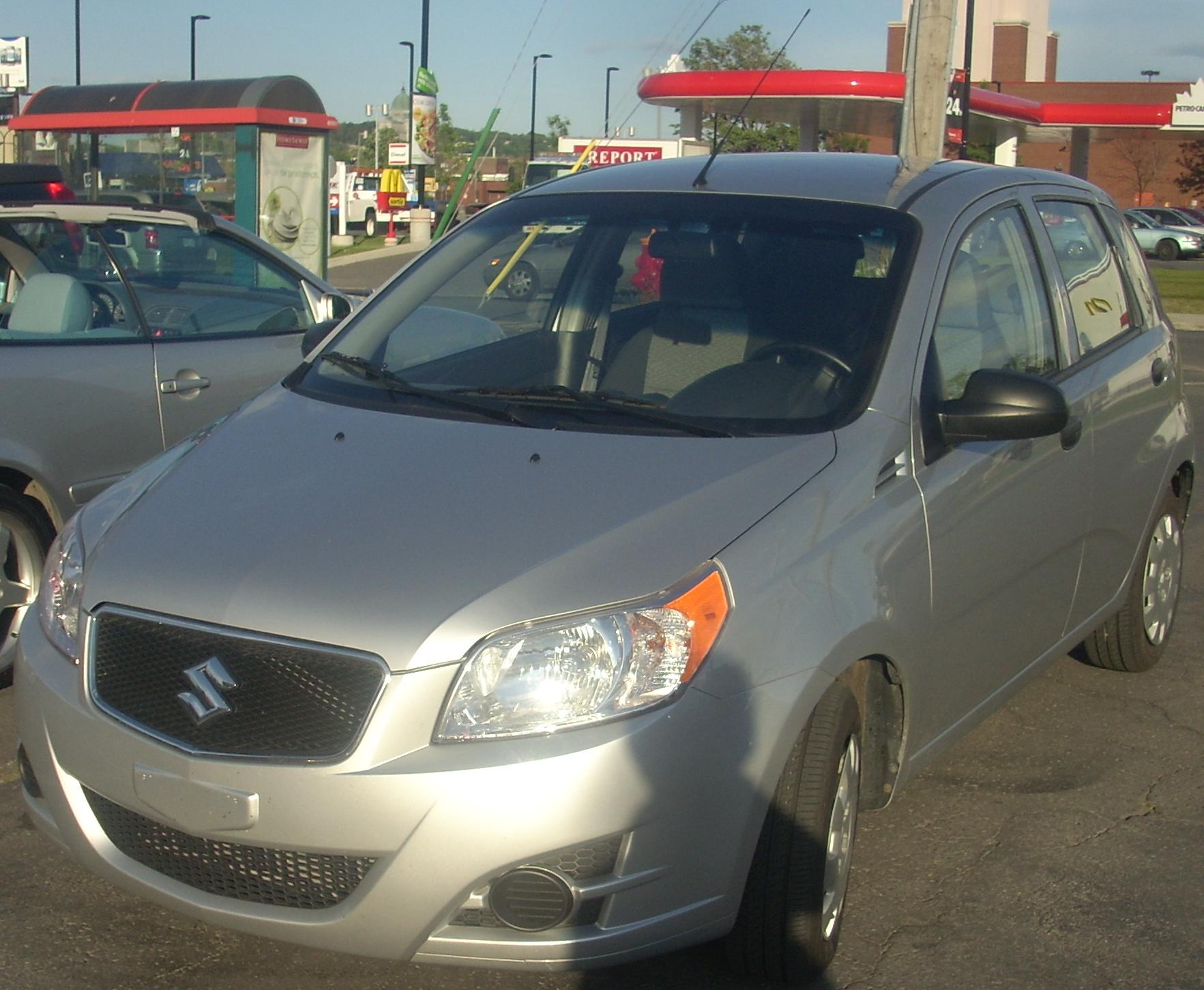
Suzuki Swift+ T250 (Канада, 2008-2011)